# Akelius Foundation
Akelius Foundation är en välgörenhetsorganisation registrerad i Bahamas och är största ägare i fastighetsbolaget Akelius Residential Property AB.
Akelius Foundation grundades 2007 i samband med att organisationen blev ägare av 85 procent av Akelius Residential Property genom en donation från Roger Akelius.

## Verksamhet
Akelius Foundation donerar till barn i nöd, flyktingar och andra i behov av exempelvis medicinsk vård, samt bidrar till utveckling av utbildning.
Mellan 2017 och 2022 har organisationen donerat 125 miljoner EUR till UNICEF, SOS Barnbyar, Läkare utan gränser och UNHCR. Akelius Foundation ger långsiktigt stöd till fyra projekt inom SOS Barnbyar. Varje projekt löper i 25 år och omfattar totalt 100 miljoner SEK.
Strax efter Rysslands invasion av Ukraina 2022 presenterade Akelius Foundation ett löfte att fördubbla alla gåvor till Sverige för UNHCR och UNICEF i Sverige som samlades in i mars. Totalt donerades 1,7 miljarder kronor efter att Akelius Foundation donerat knappt 700 miljoner kronor.

## Utbildning
Akelius Foundation äger ett icke-vinstdrivande bolag i Tyskland, Akelius Languages Online GmbH. Bolaget utvecklar språkkurser som är fritt tillgängliga för alla på nätet. Språkkurserna används i flyktingläger runtom i världen och är en del av Akelius Foundations samarbete med UNICEF. Akelius Foundation har 60 anställda som utvecklar språk- och matematikkurser. Genom UNICEF och UNHCR använder 3 200 lärare Akelius Foundations kurser.

## Organisationens styrning
Organisationen har en styrelse och följer stadgar skrivna av grundaren Roger Akelius. Till exempel kan Akelius Foundations medel inte skänkas till religiösa eller politiska ändamål. Akelius Foundation har inga ägare eller medlemmar. Organisationens ”Protectors” säkerställer att styrelsen fullföljer sitt mandat inom Akelius Foundations stadgar.